# Matakando
Matakando is een bestuurslaag in het regentschap Bima van de provincie West-Nusa Tenggara, Indonesië. Matakando telt 2321 inwoners (volkstelling 2010).